# Міха Горопевшек
Міха Горопевшек (словен. Miha Goropevšek, нар. 12 березня 1991, Целє) — словенський футболіст, захисник.

## Ігрова кар'єра
Народився 12 березня 1991 року в місті Целє. Футболом почав займатися у 6 років у секції друголігового словенського клубу з його рідного міста «Сімер Шампіон». Спочатку юний футболіст виступав у нападі, а пізніше тренери команди, враховуючи ріст гравця, перевели його в захист. У основній команді клубу Горопевшек дебютував у 2011 році, і за три роки зіграв за клуб у другій словенській лізі 66 матчів.
У 2014 році Міха Горопевшек отримав пропозицію перейти до клубу другого польського дивізіону «Легіоновія» із передмістя польської столиці. Але за клуб словенський футболіст грав практично тільки половину сезону, оскільки отримав складну травму руки і тривалий час лікувався.
У серпні 2015 року отримав пропозицію від українського клубу Прем'єр-ліги — луцької «Волині», та, після перегляду на зборах у Туреччині, підписав контракт із клубом 7 серпня 2015 року. За нову команду словенський захисник дебютував у цей же день у матчі Прем'єр-ліги проти харківського «Металіста».. Після дебюту за «Волинь» до Міхи Горопевшека подзвонив його колишній тренер та попросив звернутися до юних футболістів його рідного клубу, оскільки для «Сімер Шампіона» виступ його вихованця у вищому українському дивізіоні з футболу є великим успіхом. У листі Горопевшек сказав юним футболістам, щоб вони тренувалися і не втрачали віри у власні сили, оскільки для них відкриті всі горизонти.
31 травня 2017 року стало відомо, що Міха Горопевшек залишає луцький клуб. Протягом року словенський захисник грав за польський клуб «Олімпія» з Грудзьондза. 27 червня 2018 року Міха Горопевшек повернувся до луцької «Волині», яка на той час вибула до першої ліги. У луцькому клубі цього разу словенський захисник грав до кінця 2019 року. Протягом 2020 року Горопевшек грав у складі мінського «Динамо» у білоруській вищій лізі. У 2021 році футболіст повернувся до української першості, та став гравцем одеського «Чорноморця». З початку 2022 року Міха Горопевшек грає в кіпрському клубі "Етніко"с (Ахна).

## Особисте життя
Родина Міхи Горопевшека живе у містечку Врансько за 20 кілометрів від Цельє. Старший брат футболіста тривалий час займався баскетболом, входив до складу юнацьких збірних Словенії, але покинув заняття спортом заради навчання у вищому навчальному закладі.